# ポプラ社文庫
ポプラ社文庫（ポプラしゃぶんこ）は、かつてポプラ社から刊行されていた日本の児童向け小説レーベル。新書判。1976年から2005年まで刊行されていたが、創刊30周年を機にポプラポケット文庫へリニューアルされた。

## 作品一覧
- オカルト探偵局
- おちゃめなふたごシリーズ
- 鬼ヶ辻にあやかしあり
- おまかせ☆天使組！
- 科学探偵部ビーカーズ！
- 教科書にでてくるお話
- 黒薔薇姫シリーズ
- 車のいろは空のいろ
- 最後の授業
- 天才探偵sen
- 忍者KIDS
- ふしぎ探偵レミシリーズ
- 魔法屋ポプルシリーズ
- ユーレイシリーズ
- 妖怪探偵局
- らくだい魔女シリーズ
- わたしのママへ…さやか10歳の日記